# L'aspirant
L'aspirant (originalment en anglès, The Novice) és una pel·lícula dramàtica de thriller psicològic estatunidenca del 2021, escrita i dirigida per Lauren Hadaway en el seu debut com a directora. La pel·lícula és protagonitzada per Isabelle Fuhrman com una obsessiva estudiant de primer any que s'uneix a l'equip de rem de la seva universitat. També és protagonitzada per Amy Forsyth, Dilone, Charlotte Ubben, Jonathan Cherry i Kate Drummond.
L'aspirant es va estrenar al 20è Festival de Cinema de Tribeca el 13 de juny de 2021, on va guanyar tres premis, inclòs el de la millor pel·lícula narrativa dels EUA. L'agost de 2021 es va anunciar que IFC Films havia adquirit els drets de distribució estatunidencs de la pel·lícula, que es va estrenar simultàniament en sales de cinema seleccionades i plataformes digitals a la carta el 17 de desembre de 2021. Va obtenir cinc nominacions als 37ns Premis Independent Spirit, inclòs el de millor pel·lícula. El 18 de març de 2022 es va estrenar el doblatge en català a la plataforma Filmin.

## Sinopsi
Una estudiant de primer any d'universitat s'uneix a l'equip de rem del seu centre i emprèn un viatge físic i psicològic obsessiu per arribar a ser la número u del rem universitari, sense importar-li el cost.

## Repartiment
- Isabelle Fuhrman com a Alex Dall
- Amy Forsyth com a Jamie Brill
- Dilone com a en Dani
- Jonathan Cherry com a l'entrenador Pete
- Kate Drummond com a l'entrenador Edwards
- Jeni Ross com a Winona
- Eve Kanyo com a Groundman
- Nikki Duval com a Try-Hard
- Charlotte Ubben com a Erin
- Sage Irvine com a Janssen
- Chantelle Bishop com a Highsmith

## Rebuda

### Taquilla
El cap de setmana d'estrena, la pel·lícula va guanyar 12.301 dòlars de 36 sales per una mitjana per pantalla de 341 dòlars. En el seu segon cap de setmana, va obtenir 1.034 dòlars amb només nou cinemes. La pel·lícula va caure a sis sales en el seu tercer cap de setmana i va guanyar 1.222 dòlars.

### Crítica
La pel·lícula té una aprovació del 95% a Rotten Tomatoes basada en 60 crítiques, amb una valoració mitjana de 7,80 sobre 10. El consens crític del lloc web diu: "Una primera funció notable per a la guionista i directora Lauren Hadaway, L'aspirant pinta un retrat emocionant i inquietant de l'obsessió". A Metacritic, la cinta té una puntuació mitjana ponderada de 83 sobre 100, basada en 14 ressenya, la qual cosa indica "aclamació universal".
Jourdain Searles de The Hollywood Reporter va donar al film una crítica positiva i va escriure: "Una pel·lícula tan crua feta amb una mà tan ferma i segura només apareix de tant en tant. Hauríem de prendre'n nota." Kate Erbland d'IndieWire va qualificar la pel·lícula amb un B+ i va escriure: "La partitura tensa de la pel·lícula, del compositor Alex Weston, s'afegeix a la sensació que L'aspirant és més una pel·lícula de terror que qualsevol altra cosa, amb una sèrie de tries de cançons vintage intrigants que alternativament tallen i augmenten aquesta tensió". Hoi-Tran Bui de Slash Film la va puntuar amb un 8 sobre 10 i va escriure: "És una proesa impressionant de to incisivament fosc, encara que la trama i els personatges siguin poc més que ombres".
Alex Saveliev de Film Threat també va puntuar la pel·lícula amb un 8 sobre 10 i va escriure: "Hadaway pot ser novella dirigint llargmetratges, però això no la fa menys visionària".

### Premis i nominacions
| Premi/Entitat                 | Data               | Categoria                                              | Receptor/s                                            | Resultat   | Refs.         |
| ----------------------------- | ------------------ | ------------------------------------------------------ | ----------------------------------------------------- | ---------- | ------------- |
| Festival de Cinema de Tribeca | 17 de juny de 2021 | Millor pel·lícula narrativa dels EUA                   | L'aspirant                                            | Guanyadora | [ 13 ]        |
| Festival de Cinema de Tribeca | 17 de juny de 2021 | Millor actriu en una pel·lícula narrativa dels EUA     | Isabelle Fuhrman                                      | Guanyadora | [ 13 ]        |
| Festival de Cinema de Tribeca | 17 de juny de 2021 | Millor fotografia en una pel·lícula narrativa dels EUA | Todd Martin                                           | Guanyador  | [ 13 ]        |
| Premis Independent Spirit     | 6 de març de 2022  | Millor pel·lícula                                      | Ryan Hawkins, Kari Hollend, Steven Sims i Zack Zucker | Nominada   | [ 14 ] [ 15 ] |
| Premis Independent Spirit     | 6 de març de 2022  | Millor direcció                                        | Lauren Hadaway                                        | Nominada   | [ 14 ] [ 15 ] |
| Premis Independent Spirit     | 6 de març de 2022  | Millor actriu                                          | Isabelle Fuhrman                                      | Nominada   | [ 14 ] [ 15 ] |
| Premis Independent Spirit     | 6 de març de 2022  | Millor actriu secundària                               | Amy Forsyth                                           | Nominada   | [ 14 ] [ 15 ] |
| Premis Independent Spirit     | 6 de març de 2022  | Millor muntatge                                        | Lauren Hadaway i Nathan Nugent                        | Nominats   | [ 14 ] [ 15 ] |